# Oberbruck
Oberbruck település Franciaországban, Haut-Rhin megyében. Lakosainak száma 390 fő (2022. január 1.). Oberbruck Rimbach-près-Masevaux, Wegscheid, Sewen, Dolleren és Saint-Maurice-sur-Moselle községekkel határos.

## Népesség
A település népességének változása:
| Lakosok száma | 418  | 401  | 407  | 393  | 391  | 390  | 391  | 391  | 390  |
|               | 2013 | 2015 | 2016 | 2017 | 2018 | 2019 | 2020 | 2021 | 2022 |